# Новинки (Самарская область)
Новинки — село в Волжском районе Самарской области в составе сельского поселения Рождествено. 

## География
Находится на востоке Самарской Луки на краю поймы Волги на расстоянии примерно 7 километров на запад от села Рождествено, центра сельского поселения.

## История
Основано в начале XIX века жителями тогдашней деревни Борковка, переселённой на новое место. Альтернативные названия Архангельское или Успенское по престолам местной церкви.

## Население
Постоянное население составляло 106 человек (русские 81%) в 2002 году, 361 в 2010 году.